# Минский городской педагогический колледж
Минский городской педагогический колледж, МГПК (бел. Мінскі гарадскі педагагічны каледж) — средне-специальное учреждение образования в Минске, которое готовит специалистов по воспитанию детей дошкольного и младшего школьного возраста. Расположен по адресу ул. Макаенка, 29.

## История
Минский белорусский педагогический техникум (МБПТ) создан в 1921 году на базе 1-го и 2-го отделений Минского института народного образования.  Его первым директором стал А. А. Степуржинский. С 1922 года по 1931 год Минский Белпедтехникум носил имя В. М. Игнатовского. Здание техникума располагалось по улице Советской, 107. До 1925 года педтехникум готовил учителей начальных классов, в 1925 году открылось дошкольное отделение.
В апреле 1937 года педагогические техникумы переименованы в педагогические училища, соответственно Белпедтехникум переименован в Минское государственное педагогическое училище Народного комиссариата просвещения БССР. В 1939 году Минскому педагогическому училищу присвоено имя Н. К. Крупской.
С 1941 по 1944 годы в связи с немецкой оккупацией Минска педучилище временно прекратило существование, а в 1944 году возобновило свою деятельность. В первые послевоенные годы осуществляла подготовку учащихся на двух отделениях — начального образования и дошкольного образования. В то время училище располагалось по улице Захарова, 59.
В 1956 году приказом Министерства просвещения БССР МПУ имени Крупской было закрыто. Вновь открыто в 1965 году в соответствии с распоряжением Совета Министров БССР на базе Смолевичского педагогического училища.
В 1982 году училище было разделено на 2 учебных заведения: педагогическое училище №1 (дошкольное) и №2, которое готовило учителей начальных классов. В 1995 году Минское педучилище № 1 получило имя М. Танка. Позже им был присвоен статус колледжей. В 2004 году колледжи были реорганизованы и присоединены к высшим учебным заведениям, данный колледж оказался структуре Белорусского государственного педагогического университета имени М. Танка.
В 2016 году решением Минского городского исполнительного комитета создано государственное учреждение образования Минский городской педагогический колледж, осуществляющий подготовку по специальностям «начальное образование» и «дошкольное образование».

## Известные выпускники
- Антон Иванович Марецкий (род. 1936) — белорусский философ.